# Jude Island
Jude Island är en ö i Kanada.   Den ligger i provinsen Newfoundland och Labrador, i den östra delen av landet, 1 600 km öster om huvudstaden Ottawa. Arean är 8,6 kvadratkilometer.
Terrängen på Jude Island är platt. Öns högsta punkt är 122 meter över havet. Den sträcker sig 4,8 kilometer i nord-sydlig riktning, och 3,9 kilometer i öst-västlig riktning.